# Половина монетки
«Половина монетки» (англ. «Half a Sixpence», 1967) — британський фільм-мюзикл режисера Джорджа Сідні за твором Кіппс Герберта Веллса.

## У ролях
- Томмі Стіл — Артур Кіппс
- Джулія Фостер — Енн
- Сирил Рітчард — Гаррі Чітерло
- Пенелопа Горнер — Гелен
- Елейн Тейлор — Вікторія
- Гровер Дейл — Пірс
- Гілтон Едвардс — Шелфорд
- Джулія Саттон — Фло
- Леслі Міддовс — Біггінс
- Шила Фалконер — Кейт
- Памела Браун — місіс Вашингтон
- Джеймс Вільє — Юбер
- Крістофер Сендфорд — Сід
- Жан Андерсон -Леді Боттінг
- Аллан Катбертсон — Вілкінс
- Марті Вебб — співочий голос Анни